# Medal Chwalebnej Służby Cywilnej Narodowego Systemu Obrony Republiki Litewskiej
Medal Chwalebnej Służby Cywilnej Narodowego Systemu Obrony Republiki Litewskiej (lit. Lietuvos Respublikos krašto apsaugos sistemos medalis civiliams "Už nuopelnus"; dosł. Cywilny Medal Zasługi Narodowego Systemu Obrony Republiki Litewskiej) – litewskie wojskowe odznaczenie resortowe nadawane cywilom. 
Drugie w kolejności odznaczenie szczebla Narodowego Systemu Obrony Republiki Litewskiej nadawane jest za wybitne zasługi dla rozwoju i wzmocnienia obronności kraju, oraz za długoletnią pracę i służbę cywilną.
Medal mogą otrzymać urzędnicy, pracownicy służby cywilnej, a także obywatele innych państw za wybitne zasługi i osobisty wkład w rozwój, i wzmocnienie krajowego systemu obronnego, a także za zasługi dla integracji systemu obronnego ze strukturami euroatlantyckimi (NATO).

## Insygnia
Oznaką medalu jest srebrny trójkąt równoboczny (długość boku – 32 mm), na którego boki nałożono falujące wstęgi o szerokości 3 mm z napisami: LAISVĖ / GARBĖ / TĖVYNĖ (WOLNOŚĆ / HONOR / OJCZYZNA). Pośrodku oznaki widnieją trzy liście dębu.
Oznaka zawieszona jest na białej wstążce o szerokości 32 mm z dwoma czerwonymi paskami o szerokości 2 mm po bokach, odsuniętymi od krawędzi o 1 mm. Pośrodku wstążki – zielony pas o szerokości 14 mm.